# Точка на оросяване
Точката на оросяване е температурата, до която въздухът трябва да се охлади, за да се насити с водна пара. Когато се охлади още, водната пара във въздуха конденизира, образувайки водни капки – роса. Когато въздухът се охлади до точката си на оросяване чрез допир с повърхност, която е по-студена от въздуха, водата кондензира върху повърхността. Когато се образува слана, вместо роса, тогава става въпрос за точка на замръзване. Измерването на точката на оросяване е свързано с влажността. По-висока точка на оросяване означава, че във въздуха има повече влага.

## Влажност
Ако всички фактори, влияещи на влажността, останат постоянни, то на нивото на повърхността относителната влажност се покачва с намаляване на температурата. Това е така, защото е нужна по-малко пара, за да се насити въздуха, така че парата кондензира с падане на температурата. При нормални условия, температурата на точката на оросяване не е по-висока от температурата на въздуха, тъй като относителната влажност не може да надхвърли 100%.
Технически, точката на оросяване е температурата, при която водната пара в участък въздух при постоянно атмосферно налягане кондензира в течна вода със същата скорост, с която се и изпарява. При температура под точката на оросяване, скоростта на кондензация е по-висока от скоростта на изпаряване, при което се образува повече течна вода. Кондензираната вода се нарича роса, когато се образува върху твърда повърхност, или слана, когато е замръзнала. Във въздуха, кондензираната вода се нарича или мъгла, или облак, в зависимост от височината, при която се образува. Ако температурата е под точката на оросяване, за парата се казва, че е пренаситена. Това може да се случи, ако няма достатъчно частици във въздуха, които да играят ролята на кондензационни ядра.
Високата относителна влажност предполага, че точката на оросяване е по-близко до настоящата температура на въздуха. 100% относителна влажност сочи, че точката на оросяване е равна на текущата температура и че въздухът е максимално наситен с вода. Когато съдържанието на влага остава постоянно, а температурата се покачва, относителната влажност намалява, докато точката на оросява остава константа. Увеличаването на атмосферното налягане повишава и точката на оросяване. Това означава, че ако налягането се покачва, масата на водната пара във въздуха трябва да бъде намалена, за да остане при същата точка на оросяване.
Пилотите използват данните за точката на оросяване, за да изчисляват вероятността за заледяване на карбуратора и за мъгла, както и за да преценяват височината на облачната основа на купесто-дъждовни облаци.

## Влияние върху човека
Хората, живеещи в тропични или субтропични климати, се аклиматизират към по-високи точки на оросяване. Така например, жител на Сингапур или Маями би имал по-висок праг на поносимост, отколкото жител на град в умерен пояс, като например Лондон или Чикаго. Хората, свикнали с умерения климат, често изпитват дискомфорт, когато точката на оросяване е над 15 °C, докато други могат да се чувства комфортно и при точка на оросяване до 18 °C. Повечето жители на умерените пояси считат точка на оросяване от 21 °C за непоносима и тропическа, докато за жителите на горещи и влажни райони това не е проблем. Все пак, топлинният комфорт зависи не само от физическите фактори на околната среда, но също и от психологически фактори.
| Точка на оросяване | Относителна влажност при 32 °C |
| ------------------ | ------------------------------ |
| Над 26 °C          | 73% и повече                   |
| 24 – 26 °C         | 62 – 72%                       |
| 21 – 24 °C         | 52 – 61%                       |
| 18 – 21 °C         | 44 – 51%                       |
| 16 – 18 °C         | 37 – 43%                       |
| 13 – 16 °C         | 31 – 36%                       |
| 10 – 12 °C         | 26 – 30%                       |
| Под 10 °C          | 25% и по-малко                 |

## Измерване
Устройства, наречени хигрометри, се използват за измерване на точката на оросяване в голям диапазон от температури. Тези устройства са съставени от полирано метално огледали, когато се охлажда, докато въздухът преминава покрай него. Температурата, при която се образува роса, по определение е точката на оросяване. Ръчни устройства от този тип могат да се използват, за да се калибрират други видове сензори на влажността, а автоматични сензори могат да се използват в контролен цикъл с овлажнител или изсушител, за да се контролира точката на оросяване на въздуха в сграда или по-малко производствено помещение.

## Изчисляване
Едно от по-известните приближения за изчисляване на точката на оросяване, Tdp, при дадена само въздушна температура, T, и относителна влажност, RH, е формулата на Магнус:
{\displaystyle {\begin{aligned}\gamma (T,\mathrm {RH} )&=\ln \left({\frac {\mathrm {RH} }{100}}\right)+{\frac {bT}{c+T}};\\[8pt]T_{\mathrm {dp} }&={\frac {c\gamma (T,\mathrm {RH} )}{b-\gamma (T,\mathrm {RH} )}};\end{aligned}}}
По-пълната формулировка на това приближение включва взаимосвързаните парно налягане на насищане при T, Ps(T), и действителното парно налягане, Pa(T), което може да се намери с RH или да се апроксимира с атмосферното (барометрично) налягане, BPmbar:
{\displaystyle {\begin{aligned}P_{\mathrm {s} }(T)&={\frac {100}{\mathrm {RH} }}P_{\mathrm {a} }(T)=ae^{\frac {bT}{c+T}};\\[8pt]P_{\mathrm {a} }(T)&={\frac {\mathrm {RH} }{100}}P_{\mathrm {s} }(T)=ae^{\gamma (T,\mathrm {RH} )}\\&\approx P_{\mathrm {s} }(T_{\mathrm {w} })-BP_{\mathrm {mbar} }0.00066\left(1+0.00115T_{\mathrm {w} }\right)\left(T-T_{\mathrm {w} }\right);\\[8pt]T_{\mathrm {dp} }&={\frac {c\ln {\frac {P_{\mathrm {a} }(T)}{a}}}{b-\ln {\frac {P_{\mathrm {a} }(T)}{a}}}};\end{aligned}}}
където a = 6,112 mbar, b = 17,67, c = 243,5 °C.
Тези стойности имат максимална грешка от 0,1%, за −30 °C ≤ T ≤ 35 °C и 1% < RH < 100%.